# Niziny (okręg historyczny)

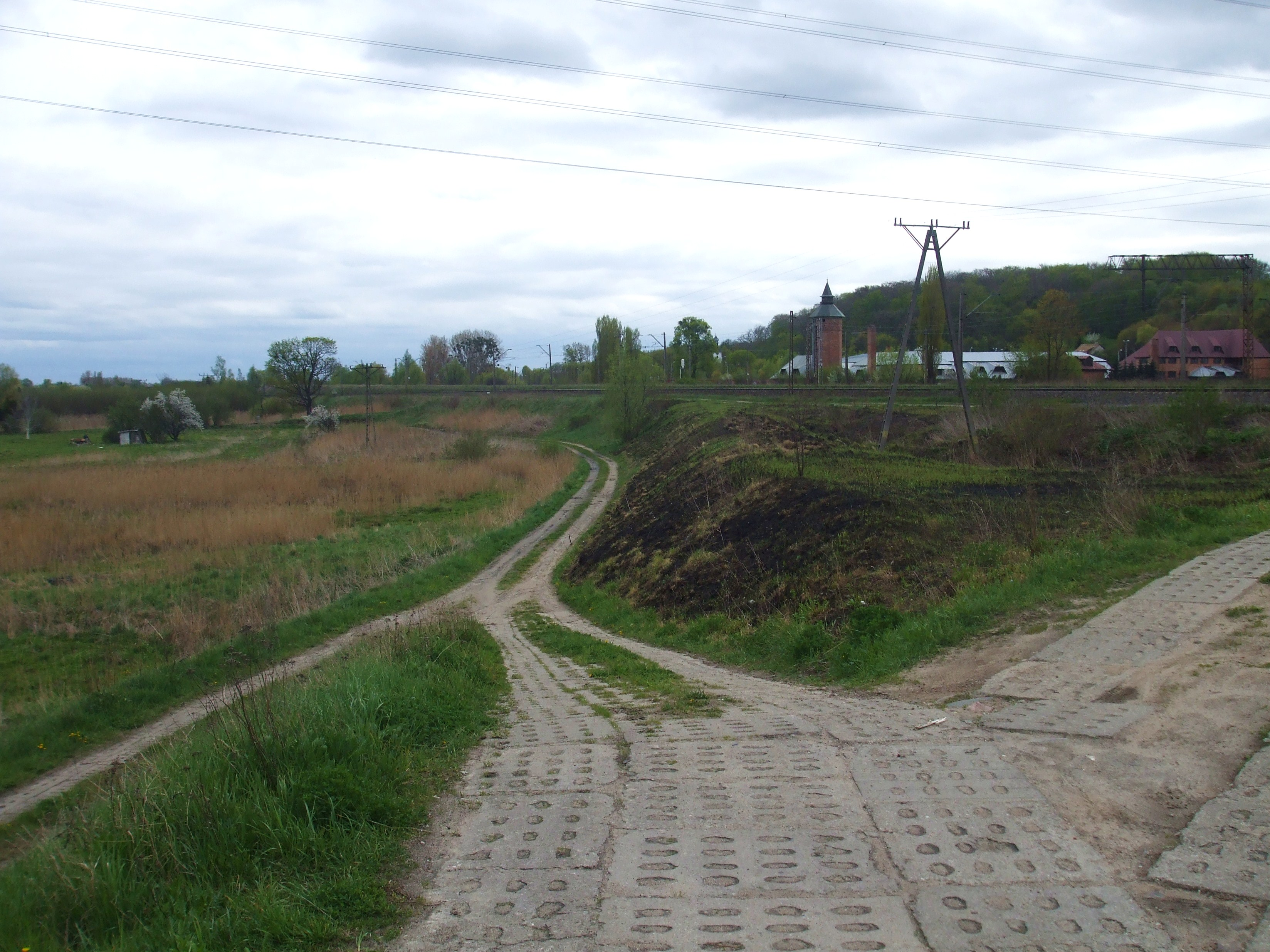
Widok na część okręgu historycznego Niziny

Niziny – jeden z sześciu okręgów historycznych w Gdańsku. Nazwa tego obszaru pochodzi od depresyjnego lub bardzo niskiego poziomu terenów, które obejmuje, względem poziomu morza. Okręg obejmuje większą część dzielnic Orunia-Św. Wojciech-Lipce, Olszynka, Rudniki oraz Wyspę Sobieszewską.
Okręg historyczny Niziny jest wchodzącą współcześnie w skład Gdańska częścią dawnego powiatu Gdańskie Niziny istniejącego w latach 1887-1939.  
W skład okręgu wchodzą następujące jednostki morfogenetyczne:
- Błonia
  - Miałki Szlak
- Górki Wschodnie
- Komary
- Las Mierzei
- Lipce
- Niegowo
- Olszynka Mała
- Olszynka Wielka
- Orle
- Orunia
  - Dolnik
  - Mniszki
  - Orunia nad Motławą
  - Orunia nad Radunią
  - Ptaszniki
- Ostróżek
- Płonia Mała
- Płonia Wielka
- Przegalina
- Rotmanka
- Sobieszewo
  - Sobieszewko
- Sobieszewska Pastwa
- Świbno
- Święty Wojciech
  - Plebanka
- Wieniec.